# Deathcrush
Deathcrush es el primer EP de la banda noruega de black metal Mayhem, publicado el 16 de agosto de 1987 por el sello discográfico Posercorpse Music. Este trabajo fue el primer lanzamiento de un conjunto noruego de dicho subgénero, aunque también incorporó elementos del thrash, el death metal, el punk, así como una introducción de música electrónica a cargo de Conrad Schnitzler. La labor de los vocalistas Sven Erik «Maniac» Kristiansen y Eirik «Messiah» Norheim, que se repartieron las canciones, fue uno de los puntos destacados y serviría de influencia para otros cantantes. Su grabación tuvo lugar en los estudios Creative de Kolbotn, seleccionados por el grupo por su cercanía y su baja tarifa, y en donde el productor Erik Avnskog decidió no realizar la mezcla porque «no sabía cómo grabar aquello».
El EP incluyó la pista «Chainsaw Gutsfuck», que la revista Blender seleccionó como el tema con la letra más horrorosa de la historia. Por otra parte, músicos de black metal han destacado su influencia en su estilo y algunos los han posicionado como uno de sus trabajos preferidos.

## Trasfondo

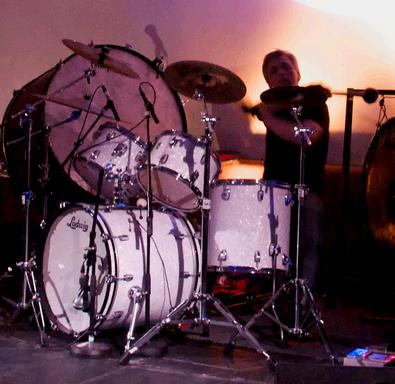
Manheim, en la imagen, fue uno de los fundadores de Mayhem junto con Euronymous y Necrobutcher.

Øystein «Euronymous» Aarseth (guitarra), Jørn «Necrobutcher» Stubberud (bajo) y Kjetil Manheim (batería) formaron Mayhem en Langhus, Oslo, en verano de 1984 tras descubrir que compartían admiración por la banda británica Venom. En octubre, los dos primeros viajaron a Drammen para ver un concierto de Dio y en donde conocieron a un chico que llevaba un parche de Venom, Eirik «Messiah» Norheim, que era el vocalista del conjunto Black Spite. En abril de 1985, la banda pidió a su nuevo amigo que se les uniera para realizar su primer concierto, compuesto por versiones de Venom y Celtic Frost, en una competición de grupos en Ski. A pesar de terminar en última posición, Mayhem pidió a Messiah que ingresara como cantante, sin embargo, este rechazó su propuesta porque quería continuar con Black Spite y según Manheim: «Tenía otras extrañas prioridades. Tenía una novia y esas cosas». De acuerdo con Necrobutcher «en aquel momento no me di cuenta que Messiah en realidad no conocía las canciones, ni se había preocupado en aprenderlas. No se sabía las letras, pero era muy convincente».
A pesar de no tener un vocalista, el trío decidió grabar la maqueta Pure Fucking Armageddon (1986), que Euronymous y Necrobutcher distribuyeron por Europa gracias al interrail. Durante el viaje, los dos entablaron relación con los miembros de Kreator y Napalm Death, y en Berlín el guitarrista consiguió además la dirección de Conrad Schnitzler, quien había sido integrante de Tangerine Dream, una de sus agrupaciones favoritas. Euronymous, un aficionado a la música electrónica y en especial de Brian Eno, Kraftwerk y Depeche Mode, pidió a Schnitzler que compusiera una pista para el siguiente trabajo de Mayhem y este le envió una vieja pieza de su colección, «Silvester Anfang». Posteriormente, el músico alemán mostró su arrepentimiento por no haber escuchado antes la música del grupo. Por aquellos momentos, los tres integrantes habían entablado amistad con Jon «Metalion» Kristiansen, editor del fanzine Slayer Magazine, en el cual aparecieron con asiduidad. Sven Erik «Maniac» Kristiansen descubrió a Mayhem gracias a esta publicación y envió una maqueta de su proyecto Septic Cunts, en el cual cantaba y tocaba la guitarra, y que entusiasmó a Euronymous, quien le respondió: «Es... ¡ENORME!. Tienes que cantar en Mayhem». Tras reclutar a Maniac, la banda tuvo que lidiar con el inconveniente de que este vivía lejos de Langhus, lo que dificultó la realización de ensayos.

## Grabación y composición
La grabación de Deathcrush comenzó en febrero de 1987, en los estudios Creative de Kolbotn, que el conjunto había seleccionado por su cercanía y su precio. Al llegar al estudio, el productor Erik Avnskog creyó que el conjunto tocaba reggae y preguntó si necesitaría un redoblante, sin embargo, los miembros le afirmaron que su música «era demasiado complicada de calificar» y que básicamente enchufaban sus instrumentos y tocaban. Manheim remarcó que Avnskog «nos dijo que era algo que no sabía realmente cómo grabar» y Necrobutcher declaró que «no hubo mezcla, ni antes ni después. No hubo overdubbing. El bajo, la batería y la guitarra estaban en directo y luego grabamos las voces». Respecto a los instrumentos, salvo por algunos tambores adicionales para la batería de Manheim, fueron los propios músicos los que aportaron los suyos y así Euronymous empleó dos unidades de efectos que según el bajista «eran viejos y estaban desgastados y algunos de sus cables estaban sueltos, así que a veces no funcionaban correctamente».
Maniac tuvo problemas al interpretar «Pure Fucking Armageddon» y la versión de «Witching Hour» de Venom, por lo que la banda pidió a Messiah que fuera al estudio para poner su voz a esas canciones. En palabras de Necrobutcher, «[Maniac] no estaba musicalmente experimentado para poder escuchar lo que estaba sonando y luego cantar encima». Messiah también añadió nuevas líneas a «Pure Fucking Armageddon», después de que el bajista se olvidara la letra original en casa. El grupo grabó además de manera espontánea la pieza «(All the Little Flowers are) Happy», original de The Young Ones y Cliff Richard, y que según Manheim «creíamos que era ridícula y divertida. Y todavía lo es. Todos cantamos en esa canción, incluso Metalion». Esta grabación de última hora solo aparecería como pista oculta de la primera edición, aunque desaparecería de posteriores emisiones porque «no era seria».
La contraportada del EP acreditó las pistas, con la excepción de «Silvester Anfang» y «Witching Hour», a Mayhem, aunque Euronymous declaró que él y Necrobutcher eran los principales compositores. Este último afirmó que escribió los temas «Necrolust», «Chainsaw Gutsfuck» y «Deathcrush» una fría noche de invierno de 1986 cuando estaba en casa de su abuela y relató que «todo surgió a raíz de sus títulos. Estaba escribiendo las letras antes que la música, lo opuesto a cómo solía hacer».

## Estilo

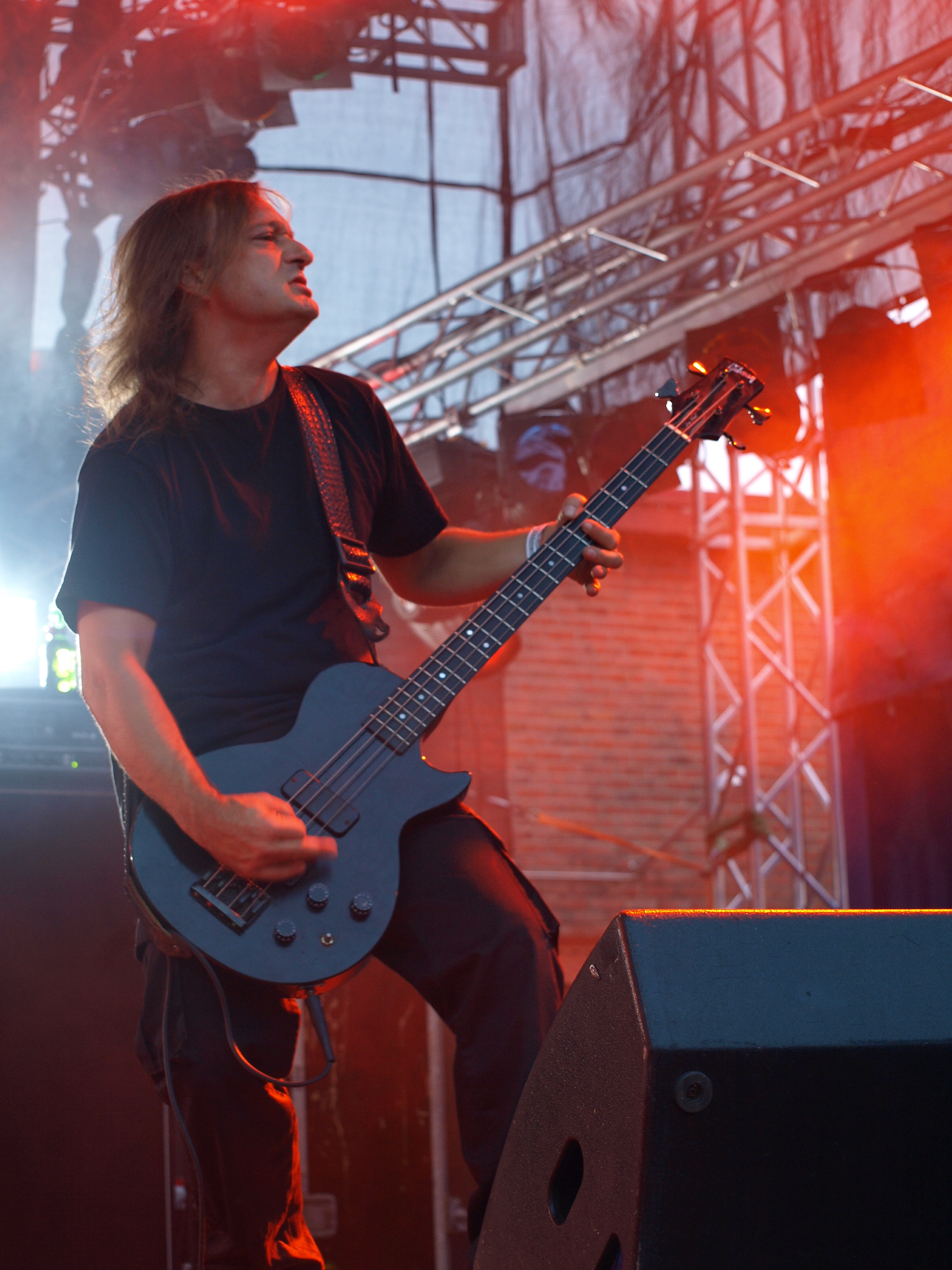
Necrobutcher, en la imagen, fue el letrista principal.

Deathcrush fue el primer trabajo de estudio publicado por una banda noruega de black metal, aunque según el escritor Dayal Patterson «generalmente no está considerada una grabación de black metal, debido a sus letras sangrientas y a su música, que combina muchos matices del thrash, el death y el punk». Su compañero de profesión, Jon Wiederhorn, coincidió en que «está arraigado en el thrash y el death metal, pero incluye unos agudos aullidos vocales que se convirtieron en la representación del black metal y precipitaron el desarrollo de la nueva escena». Respecto a la voz de Maniac, Messiah la calificó como «chillidos de cerdo que estaban fuera de este mundo. Era algo que nadie hubiera escuchado antes», algo con lo que Necrobutcher estuvo de acuerdo, ya que «tenía una voz extrema y sus gritos sonaban como un cerdo apaleado. Eran desagradables, incomprensibles e inaccesibles para la gente de bien». El propio Maniac destacó la influencia de Killjoy, cantante de Necrophagia, de cuya voz dijo que «era realmente cruda y quería intentar superarla». Sobre la música, Euronymous y Necrobutcher acordaron comenzar la mitad de las canciones con un riff de bajo y la otra mitad con uno de guitarra, además cada tema debía tener una pausa para que el otro instrumento tomara el liderazgo.
Necrobutcher, el principal letrista, declaró que las letras trataban principalmente de «joder las tripas de alguien, sangre, mucha sangre y otras cosas adorables». Así, por ejemplo, la pista «Chainsaw Gutsfuck» incluye las líneas «Bleed down to the fucking core / You're going down for fucking more / Screw your slimy guts / Driving me fucking nuts! / Chainsaw in my bleeding hands / As I start to cut you in two / Your guts are steaming out / And I just love the sight!» —en español: «Sangra hasta el jodido núcleo / Vas a seguir jodiendo más / Al diablo con tus viscosas tripas / ¡Me estás volviendo loco! / Motosierrra en mis manos ensangrentadas / Mientras empiezo a cortarte en dos / Tus tripas están humeando / ¡Y me encanta esa visión!»—. Por su parte, «Pure Fucking Armageddon», se transformó en una canción política después de que Messiah le incorporara un nuevo verso: «Maggie Thatcher, fucking whore / Cowboy Ronnie, start the war / Pure fucking Armageddon» —en español: «Maggie Thatcher, puta zorra / Vaquero Ronnie, empieza la guerra / Puro jodido Armagedón»—. El EP contiene además dos temas instrumentales, la introducción de percusión «Silvester Anfang» y «(Weird) Manheim», grabado por Manheim como pianista.

## Publicación
La portada del EP muestra una escena en blanco y negro de dos manos amputadas y colgadas. Euronymous y Necrobutcher habían visitado una agencia de noticias que les permitió buscar en su archivo y allí encontraron la fotografía, que mostraba las dos extremidades suspendidas de un mercado en Mauritania para asustar a los ladrones. Según Necrobutcher «era la foto más extrema que hubiéramos visto. No tenía nada que ver con nuestra música o nuestras letras, pero reflejaba la crudeza de ellas». La banda contactó con una empresa holandesa para que fabricara los vinilos, sin embargo, esta se negó, ya que consideraba la imagen racista por ser manos negras, por lo que el grupo tuvo que aclarar que había sido tomada en un país africano. Tras considerar la explicación como razonable, la compañía envió el resultado final, que para disgusto del conjunto, incluía tras la imagen un fondo de color rosa y algunos errores de impresión.
La primera edición, publicada el 16 de agosto de 1987 y distribuida por Posercorpse Music, constó de 1000 copias, todas ellas numeradas por Euronymous y enviadas a las pocas tiendas de Oslo que vendían heavy metal. Para hacer patente su sentido del humor, la agrupación promocionó el lanzamiento con un anuncio en Slayer Magazine que mostraba a Necrobutcher al piano y rodeado de dibujos del gato Garfield. Gracias a Deathcrush, Mayhem se convirtió en la primera banda noruega de black metal en publicar un disco. Su limitada tirada y su dificultad de conseguir, hicieron que años más tarde las pocas copias puestas a la venta alcanzaran cifras entre los 930 y los 2325 USD, además, una firmada por Euronymous —asesinado en agosto de 1993— se vendió en eBay por 1800 USD. En 1993, el guitarrista lo reeditó a través de su discográfica Deathlike Silence Productions con la portada en rojo y posteriormente también lo harían sellos como Back On Black o Voices of Wonder.

## Recepción crítica

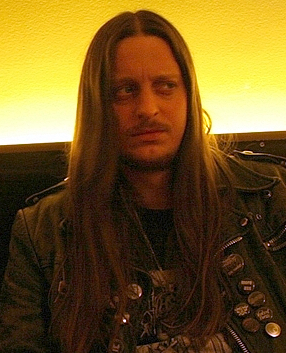
Fenriz, en la imagen, lo calificó como «lo más alucinante que se haya publicado».

Debido a su limitada tirada, el EP originalmente no recibió reseñas, aunque posteriormente las obtendría y de variada índole. Thor-Rune Haugen, de la revista Puls, destacó que «no estoy seguro si supone que debo reproducirlo a 33 o 45 RPM, aunque no importa lo que haga, suena como si el Capitán Garfio estuviera masturbando a Margaret Thatcher». Eduardo Rivadavia del sitio web Allmusic escribió que «el extravagante sonido de baja fidelidad, hizo que, en comparativa, Venom se asemejara al Wall of Sound de Phil Spector. De hecho, solo los primeros trabajos de la sueca Bathory y las grabaciones de finales de la década de 1980 de bandas brasileñas como Vulcano, Sarcófago y Sepultura, sondearon profundidades comparables a las de Mayhem». Kez Whelan de la revista Terrorizer lo calificó como «una colección repugnante de himnos de black metal malvados y estruendosos que trajeron un nivel completamente nuevo de inmundicia y depravación al metal extremo». Jake Brennan, escritor del libro Disgraceland, declaró que «no suena como algo que haya salido antes. Suena apático y primitivo, en una palabra: Frío. Deathcrush es inspirado e inspirador». Por su parte, el equipo de la revista Blender seleccionó a «Chainsaw Gutsfuck» como la canción con la letra más horrorosa de la historia y su redactor Joe Knaus relató que «sabes que eres espantoso cuando tu grupo continúa componiendo más letras como esta, que tienen un tema simple: Quieren joderte las tripas con una motosierra. Hasta que mueras». Jeremy Ulrey de la página web Metal Injection remarcó que es a la vez «innovador y regresivo» y que «los ases aquí son las voces de Messiah y Maniac. Cada uno de los cuales representa individualmente niveles sin precedentes de brutalidad y odio desquiciado que cualquier cosa que se haya oído hasta ese momento. Probablemente sea un poco exagerado decir que, sin estos dos vocalistas, Deathcrush habría sido reducido por la historia a una maqueta de thrash atrozmente descuidada».

### Legado
Con el paso del tiempo, Deathcrush recibió el reconocimiento de bandas y artistas posteriores. Fenriz, batería de Darkthrone, lo calificó como «realmente inspirador. Solamente ver el logo ya es algo sagrado» y añadió que «es la cosa más alucinante que se haya publicado. El material más atractivo de Noruega». Shagrath, vocalista de Dimmu Borgir, admitió que «me encantó, era realmente crudo y pesado». Frost, batería de Satyricon, relató que «para mí fue realmente importante, en especial ese sonido de guitarra que parecía una sierra. Fue el primer lanzamiento de un grupo noruego de metal extremo y eso le dio a Mayhem el estado de culto». Samoth, guitarrista de Emperor, recordó que «en algún momento alguien me dio una copia de Deathcrush en cinta y fue la cosa más intensa y enferma que hubiera escuchado». Marius Vold, cantante de Mortem, señaló que «estableció un patrón. Es simple, crudo y brutal», mientras que Snorre Ruch, guitarrista de Thorns, relató que «me encantaban los riffs y el sonido. Sonaba como si se hubieran vueltos locos y eso es alucinante». Por su parte, Sakis Tolis, guitarrista y vocalista de Rotting Christ, lo seleccionó como uno de sus cinco trabajos de black metal favoritos. Mientras tanto, otras agrupaciones como Behemoth, Absu y Tsjuder han versionado el tema que da nombre al EP.

## Lista de canciones
Todas las pistas compuestas por Mayhem, excepto «Silvester Anfang», escrita por Conrad Schnitzler y «Witching Hour», escrita por Tony Bray, Jeff Dunn y Conrad Lant.

| N.º   | Título                    | Nota           | Duración |  |
| 1.    | «Silvester Anfang»        | Instrumental   | 1:56     |  |
| 2.    | «Deathcrush»              |                | 3:33     |  |
| 3.    | «Chainsaw Gutsfuck»       |                | 3:33     |  |
| 4.    | «Witching Hour»           | Cover de Venom | 1:49     |  |
| 5.    | «Necrolust»               |                | 3:37     |  |
| 6.    | «(Weird) Manheim»         | Instrumental   | 0:48     |  |
| 7.    | «Pure Fucking Armageddon» |                | 2:09     |  |
| 17:28 |                           |                |          |  |

Fuente: Allmusic.

## Créditos
Fuente: Discogs.